# Contea di Washington (Mississippi)
La contea di Washington ( in inglese Washington County ) è una contea dello Stato del Mississippi, negli Stati Uniti. La popolazione al censimento del 2000 era di 62 977 abitanti. Il capoluogo di contea è Greenville.